# Westlife (album)
Westlife – debiutancki album irlandzkiego zespołu Westlife, który został wydany w Wielkiej Brytanii przez Sony BMG dnia 1 listopada 1999. Z albumu wydano pięć singli, z których każdy stał się numerem 1 UK Singles Chart.

## Lista utworów

### Wersja standardowa
| #  | Tytuł                         | Długość |
| -- | ----------------------------- | ------- |
| 1  | Swear It Again                | 4:09    |
| 2  | If I Let You Go               | 3:43    |
| 3  | Flying Without Wings          | 3:37    |
| 4  | I Have A Dream                | 4:06    |
| 5  | Fool Again                    | 3:55    |
| 6  | No No                         | 3:15    |
| 7  | I Don't Wanna Fight           | 5:04    |
| 8  | Change The World              | 3:10    |
| 9  | Moments                       | 4:17    |
| 10 | Seasons in the Sun            | 4:10    |
| 11 | I Need You                    | 3:49    |
| 12 | Miss You                      | 3:53    |
| 13 | More Than Words               | 3:55    |
| 14 | Open Your Heart               | 3:40    |
| 15 | Try Again                     | 3:35    |
| 16 | What I Want Is What I've Got  | 3:33    |
| 17 | We Are One                    | 3:44    |
| 18 | Can't Lose What You Never Had | 4:26    |
| 19 | Story Of Love                 | 3:54    |

### Wersja amerykańska
| #  | Tytuł                         | Autor/Producent                               | Długość |
| -- | ----------------------------- | --------------------------------------------- | ------- |
| 1  | Swear It Again                | Steve Mac, Wayne Hector                       | 4:09    |
| 2  | Can't Lose What You Never Had | Steve Kipner, David Frank                     | 4:26    |
| 3  | I Don't Wanna Fight           | Steve Mac, Wayne Hector                       | 5:04    |
| 4  | My Private Movie              | Kniper, Koptz, Kugell                         | 4:07    |
| 5  | Flying Without Wings          | Steve Mac, Wayne Hector                       | 3:37    |
| 6  | If I Let You Go               | Jörgen Elofsson, Per Magnusson, David Kreuger | 3:43    |
| 7  | Fool Again                    | Jörgen Elofsson, Per Magnusson, David Kreuger | 3:55    |
| 8  | No No                         | Rami, Andreas Carlsson                        | 3:15    |
| 9  | Miss You                      | Jake, Rami                                    | 3:53    |
| 10 | Open Your Heart               | Jake, Andreas Carlsson                        | 3:40    |
| 11 | We Are One                    | Steve Mac, Wayne Hector, Alexandre Desplat    | 3:44    |
| 12 | I Need You                    | Rami, Andreas Carlsson, Max Martin            | 3:49    |
| 13 | More Than Words               | Gary Cherone, Nuno Bettencourt                | 3:55    |

## Pozycje na listach
| Kraj                              | Najwyższa pozycja |
| --------------------------------- | ----------------- |
| Świat                             | 8                 |
| Wielka Brytania                   | 2                 |
| Irlandia                          | 1                 |
| Filipiny                          | 1                 |
| Norwegia                          | 1                 |
| Belgia                            | 5                 |
| Nowa Zelandia                     | 5                 |
| Szwecja                           | 5                 |
| Holandia                          | 8                 |
| Dania                             | 12                |
| Australia                         | 15                |
| Szwajcaria                        | 25                |
| Niemcy                            | 55                |
| Stany Zjednoczone (Billboard 200) | 129               |